# Mangudai

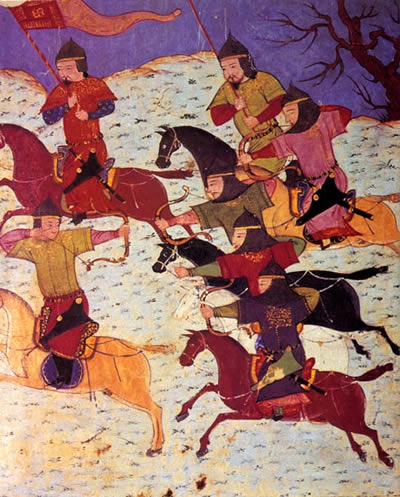
Los Mangudai eran predominantes en el ejército mongol.

Los Mangudai fueron una unidad militar del Imperio mongol, la cual se originó en el siglo XIII. Eran arqueros a caballo de élite de los Mongoles. Estos siguieron la tradición táctica de los pueblos de la estepa anteriores (por ejemplo, escitas, partos, hunos). En el campo de batalla, sus enemigos eran atacados en hordas aprovechando la alta movilidad de los jinetes y el gran alcance y poder de penetración de los arcos compuestos. El enemigo, diezmado y desmoralizado por tales ataques, era posteriormente eliminado por la caballería pesada.
Los Mangudai utilizaban el famoso disparo parto, el cual consiste en una retirada fingida mediante la cual el enemigo era provocado a la persecución para que el jinete, en un momento determinado, se diera vuelta y le disparara.